# A tolvaj szarka
A tolvaj szarka (olaszul La gazza ladra) Gioachino Rossini kétfelvonásos opera semiseriája. Szövegkönyvét Giovanni Gherardini írta Badouin d'Aubigny és Louis-Charles Caigniez La pie voleuse című színműve alapján. Ősbemutatójára 1817. május 31-én került sor a milánói La Scala operaházban. Noha a teljes operát ritkán játsszák, nyitánya az egyik legismertebb és legnépszerűbb Rossini-darab.

## Szereplők
| Szereplő                                 | Hangfekvés   |
| ---------------------------------------- | ------------ |
| Ninetta, Fabrizio szolgálója             | szoprán      |
| Fabrizio Vingradito, gazdag földbirtokos | basszus      |
| Lucia, a felesége                        | mezzoszoprán |
| Gianetto, a fia                          | tenor        |
| Fernando Villabella, Ninetta apja        | basszus      |
| Gottardo, polgármester                   | basszus      |
| Pippo, Fabrizio szolgája                 | alt          |
| Giorgio, a polgármester szolgája         | basszus      |
| Isacco, kereskedő                        | tenor        |
| Ernesto, Fernando barátja                | basszus      |

## Keletkezése, fogadtatása
Rossini 1817 márciusában tért vissza Milánóba, ahol nemrégiben két darabja is (Aurelianus Palmürában, A török Itáliában) megbukott. Március 19-én írta anyjának Rossini, hogy "egy operát írok A tolvaj szarka címmel. A librettót egy kezdő írta, s emiatt kis híján megőrülök, ám ez a legszebb téma és remélem (ha Isten is úgy akarja) sikerül egy Fine Fiascot írnom." A kiválasztott librettó szerzője, Giovanni Gherardini végzettsége szerint orvos volt, ám a darab keletkezése idején a Giornale Italiano főszerkesztőjeként dolgozott. A tolvaj szarka átdolgozását Figyelmeztetés a bíráknak címmel a Scala librettóversenyére nevezte be. Nem kapta meg a fődíjat (azt Felice Romani kapta). Bár az eredeti elképzelés szerint Rossininak a nyertes munkát kellett volna megzenésítenie, mégis a második helyezettet választotta. A Scala bírálóbizottsága amúgy jó véleménnyel volt a librettóról, különösen értékelte a jól felépített struktúrát, de Gianettot kicsit jellegtelennek érezték. A darab eredetije egy megtörtént esetet dolgozott fel, amiről Stendhal így írt: "Ráadásul úgy látszik, ez a silány história a valóságon alapszik: egy szerencsétlen szolgálót valóban felakasztottak annak idején Palaiseau-ban. A dolog emlékezetére misealapítványt tettek; ezt nevezték a szarka miséjének."
Egyesek szerint Rossiniban nagy volt a bizonyítási vágy és versenyszellem: sikeres művet akart írni, amely túlszárnyalja a kortársait. A darabot a tavaszi évad során mutatták be, 1817. május 17-én, a Scalában, és bár állítólag a közönség úgy ment el megnézni a bemutatót, hogy a legkisebb hiba esetén azonnal kifütyülik, az előadás tomboló sikert aratott: Stendhal – aki részt vett a bemutatón – így írt róla: "egyike volt a legegyöntetűbb és legragyogóbb sikereknek, amelyet életemben valaha is láttam, s egyfolytában tartott, ugyanolyan hőfokon, majdnem három hónapon át." A művet később többször átdolgozta: a pesarói (1818), nápolyi (1819, 1820) előadásokra, sőt, 1866-ban, Párizsban is finomított rajta. A mű a kor legnagyobb énekesnőit is vonzotta, noha Ninetta szólama nem kifejezetten primadonnáknak való: énekelte Isabella Colbran, Giuditta Pasta és Maria Malibran is. Bár az opera nyitánya az egyik legnépszerűbb és legtöbbet játszott Rossini-darab, közismertsége popslágerekével vetekszik, a teljes operát viszonylag ritkán játsszák, noha Toye szerint "(A tolvaj szarka) Rossini összes elfelejtett operája közül talán egyike azoknak, amelyeknek újjáélesztése megérné a ráfordított fáradságot."
Az újjáélesztésre több kísérlet született: 1941-ben Riccardo Zandonai (avantgárd verista zeneszerző) később vitatott átdolgozása hozta vissza a színpadokra a csaknem teljesen elfeledett művet. 1979-ben Alberto Zedda szerkesztésében jelent a Fondazione Rossini kritikai kiadásának első köteteként a mű, amelyen aztán több előadás alapult, ám a darabnak nem sikerült elérnie más Rossini-operák népszerűségét és ismertségét.

## Cselekmény
Helyszín: Itália
Idő: 19. század eleje

### Első felvonás
Fabrizio házának udvara
A ház lakói a falusiakkal együtt ünneplik Gianetto, Fabrizio Vingradito fiának hazatérését a háborúból (Bevezetés: Oh che giorno fortunato). Mialatt vidáman tálalnak, egy ketrecbe zárt szarka ismételgeti Pippo, a Fabrizio szolgálatában álló fiatal paraszt nevét. Miután felszolgálják a bort, Fabrizio bevallja feleségének, Luciának, hogy azt szeretné, ha Gianetto Ninettát, a szolgálólányt venné feleségül. Lucia azonban egyáltalán nem kedveli szegény szolgálólányt, sőt arra panaszkodik, hogy milyen hanyag a lány, például nemrégiben rossz helyre pakolta az ezüstkészletet. Miközben mindenki az ünnepségre készül, Ninetta boldogan jön le a dombról (Kavatina: Di piacer mi balza il cor), és Fabrizio atyai szeretettel üdvözli, beszélgetésüket Lucia szakítja félbe. Amikor mindhárman távoztak, Isacco, a falu kereskedője és pénzkölcsönzője jelenik meg, és bemutatja áruját (Kavatina: Stringhe e ferri da calzette), de találkozik Pippóval, aki arra kéri, távozzon. Egyre többen jelennek meg a színen: mindenki rohan köszönteni Gianettót, aki elérzékenyülve átöleli Ninettát (Kavatina: Vieni tra queste braccia), miközben Pippo tósztot mond (Tocchiamo, beviamo). Ezután Gianetto elindul meglátogatni szüleivel beteg nagybátyját, Ninetta egyedül marad a házra vigyázni. Egy rongyos öreg jelenik meg, akiben Ninetta azonnal apját, Fernando Villabellát ismeri fel. Sokévi katonáskodás után meg kellett szökjön az ezredétől, mert halálra ítélték parancsnokával való vitája miatt (Kettős: Come frenar il pianto). Ám megérkezik Gottardo, a falu polgármestere, aki szerelmes Ninettába (Kavatina: Il mio piano é preparato), így Fernandónak gyorsan vissza kell bújnia a rongyaiba, hogy ne ismerjék fel. A polgármester ismét szerelmi ajánlatokkal bombázza Ninettát. Ninetta visszautasítja, miközben Fernando alvást színlel. Egy sürgős üzenet érkezése miatt a polgármester keresni kezdi a szemüvegét, ezt az időt kihasználva Ninetta megnyugtatja apját, aki ad neki egy ezüstkanalat azzal, hogy adja el és rejtse el az érte kapott pénzt az erdőszéli gesztenyefa alá, hogy el tudjon vele menekülni. Ám a polgármester nem találja a szemüvegét, ezért megkéri Ninettát, hogy olvassa fel a most érkezett üzenetet. A levél apja letartóztatási parancsa, akit dezertálással vádolnak. A lány azonban megváltoztatja az üzenetben található leírást, hogy félrevezesse a nyomozást. Amikor Fernando látja, hogy a polgármester el akarja csábítani a lányát bókjaival, ezúttal nem tudja tartóztatni magát és elzavarja az öreg tisztségviselőt, aki sötét fenyegetések közepette hagyja el a színt (Tercett: Respiro, Mia cara!) A szín üresen marad, miközben a szarka kiszabadulva a ketrecéből, ellop egy ezüstkanalat.
Fabrizio háza
Ninetta eladja apja ezüstkanalát Isaccónak, és mialatt el akarja rejteni azt a gesztenyefa alá, ura és úrnője megérkezése ezt megakadályozza. Velük együtt érkezik a polgármester, aki gratulál Gianettónak a katonai sikereiért. Mialatt megterít, Lucia rájön, hogy egy másik ezüstkanál is hiányzik. Fabrizio tiltakozására a polgármester azonnal nyomozásba kezd, így rájön arra, hogy Ninetta a lánya a keresett szökevénynek, és hogy nem tud magyarázatot adni arra, honnan van nála nagy összegű készpénz. Pippo, aki tudott arról, hogy Ninetta eladott egy ezüstkanalat Isaccónak, ártatlanul bevallja ezt Gottardónak. A polgármester, dühösen az elszenvedett elutasítás miatt, hívatja a pénzkölcsönzőt, aki tanúsítja, hogy megvett Ninettától egy ezüstkanalat, rajta az F. V. monogrammal. Ekkor mindenki azt hiszi, hogy az ezüstkanál tulajdonosa Fabrizio Vingradito, míg Ninetta, atyját védvén, nem árulhatja el, hogy a rövidítés valójában Fernando Villabellát rejti. A polgármester lopással vádolja Ninettát és bebörtönözteti.

### Második felvonás
A börtön előtt
Antoniót, a börtönőrt meghatja a szegény szolgálólány kérése, és megengedi Ninettának, hogy kijöjjön a napfényre. A fiatal lány megkéri, hogy hívja Pippót, akivel beszélni szeretne. Ezalatt Gianettónak, megdöbbenve amiatt, hogy a lány állítólag bűnös, sikerül bejutnia hozzá a börtönbe. Ninetta bevallja szerelmét, és elmondja, hogy ártatlan (Kettős: Forse un di conoscerete), de ugyanakkor azt állítja, hogy nem akarja megvédeni magát, hogy ne ártson egy olyan embernek, akit már amúgy is lesújtott a sors. A fiatal lány nem akar ártani az atyjának. Gianetto azzal távozik, hogy megtesz mindent a lány megmentése érdekében. Miután távozik, megjelenik a polgármester: megint megpróbálja elcsábítani a lányt, szabadságot ígér szerelméért cserébe (Ária: Si per voi, pupille amate). Ninetta ismét visszautasítja, a polgármester átkozódva távozik, miközben a dobok hangja a per kezdetét jelzi. Hamarosan Pippo érkezik, azt kéri tőle, hogy kölcsönözzön neki három scudót, és rejtse el a gesztenyefa alá. És aztán, megérezve, hogy hamarosan elítélik, egy gyűrűt küld Gianettónak, és érzelmeivel küzdve elbúcsúzik tőle. (Kettős: E ben, per mia memoria)
Fabrizio háza
Lucia, aki mindig is Ninettát hibáztatta, kételyeivel küzd, és bűnbánatot érez. A nő találkozik Fernandóval, aki nagyon ideges, mert még mindig nem találta meg a pénzt a gesztenyefa alatt, ami a szökéséhez kellene. Amikor meghallja, hogy lányát igazságtalanul bebörtönözték, úgy dönt, hogy feladja magát, hogy megmentse a lányt. (Ária: Accusata de furto ...oh rossore)
Tárgyalóterem
A bírák kimondják a halálos ítéletet Ninettára. (Kórus: Tremate o popoli), Gianetto igyekezete, amivel rá akarja bírni, hogy tárja fel a titkát, sikertelen marad (Kvintett: Ahi qual colpo! ...gíá d'intorno).
Ezután Fernando tör át a tömegen, feladja magát, és könyörög, hogy ne bántsák a lányát. Ám hiába, a közbelépés túl későn érkezett: az ítéletet már kimondták, és nem lehet megváltoztatni. Ninettát bilincsben elvezetik, és Fernandót is börtönbe zárják.
A falu főtere
Lucia kijön a templomból, ahol Ninetta lelki üdvéért imádkozott (Ária: A questo seno) Ezután megérkezik Ernesto, Fernando katonatársa és barátja: a polgármestert keresi, hogy tájékoztassa, a király megkegyelmezett Fernandónak. Pippo, aki az imént rejtette el a pénzt a gesztenyefa alá, beleszalad Ernestóba, és megmutatja neki a polgármester házát. Egyedül maradva, Pippo megszámolja a pénzét, majd találkozik Antonióval, mialatt ők beszélgetnek, a szarka ellop egy érmét, és a harangtoronyba viszi. Mialatt rohannak, hogy visszaszerezzék a pénzt, a menet Ninettát kíséri a kivégzőhelyre (Finálé: Infelice, sventurata). Pippo és Antonio felfedezi a két hiányzó ezüstkanalat a harangtoronyban. Mindenki megtudja, hogy az igazi tolvaj a szarka volt: Ninetta ártatlansága vitathatatlan, és miközben a harangok vidáman zúgnak, Gianetto és Fabrizio szaladnak megállítani a kivégzést. A harang hangjára a tér megtelik emberekkel, és polgármester is megérkezik. Puskalövések hallatszanak, mindenki attól fél, hogy a kivégzésre sor került, de valójában az örömlövések jelezték Ninetta virágokkal borított kocsijának érkezését. Ninetta még mindig aggódik apja miatt, akiről azt hiszi, bebörtönözték. Ám Ernestónak hála, már ki is szabadult, és újra átölelheti a lányát. A megdöbbent polgármester alig tud szólni, miközben Lucia Ninetta kezét Gianettóéba teszi, általános örvendezés közepette.

## Hangszerelés
Rossini partitúrája a következő hangszereket írja elő:
- 2 fuvola (pikkolók is), 2 oboa, 2 klarinét, 2 fagott
- 4 kürt, 2 trombita, 3 harsona
- üstdobok, nagydob, 2 pergődob, triangulum, harang
- vonósok

A recitativókhoz:
- zongora (cselló vagy nagybőgő ad libitum)

## Zeneszámok
Nyitány (E-dúr)

### I. felvonás
- 1 Bevezetés: Oh che giorno fortunato! (Lucia, Pippo, Fabrizio, a szarka, kórus)
- 2 Ninetta kavatinája Di piacer mi balza il cor
- 3 Isacco kavatinája Stringhe e ferri da calzette
- 4 Kórus és Giannetto kavatinája Ma qual suono! [...] Vieni fra queste braccia (Ninetta, Lucia, Giannetto, kórus)
- 5 Pippo köszöntője Tocchiamo, beviamo (Pippo, kórus)
- 6 Ninetta és Fernando recitativója és duettje Ieri, sul tramontar del sole [...] Come frenar il pianto!
- 7 A polgármester kavatinája Il mio piano è preparato
- 8 Jelenet és tercett M'affretto di mandarvi i contrassegni [...] Respiro. Mia cara!
- 9 Az első felvonás fináléja In casa di Messere Fabrizio Vingradito (Ninetta, Lucia, Pippo, Giannetto, Isacco, Fabrizio, polgármester, kórus)

### II. felvonás
- 10 Ninetta és Giannetto kettőse Forse un dì conoscerete (Ninetta, Giannetto, Antonio)
- 11 A polgármester áriája Sì per voi, pupille amate (Ninetta, polgármester, férfikar)
- 12 Ninetta és Pippo recitativoja és kettőse Deh pensa che domani [...] E ben, per mia memoria
- 13 Fernando jelenete és áriája Chi è? Fernando! oh Dio! [...] Accusata di furto... oh rossore! (Ninetta, Fernando)
- 14 Recitativo, kórus és kvintett
  - Recitativo zenekari kísérettel A pieni voti è condannata (Giannetto, Fabrizio, Bíró)
  - Kórus Tremate, o popoli, a tale esempio! (Férfikar)
  - Recitativo zenekari kísérettel Infelice donzella (Bíró)
  - Kvintett Ah! qual colpo! (Ninetta, Giannetto, Fabrizio, Polgármester, Fernando, Bíró, Férfikar)
- 15 Lucia áriája A questo seno
- 16 A második felvonás fináléja Infelice, sventurata (Ninetta, Lucia, Pippo, Giannetto, Antonio, Giorgio, Fabrizio, Polgármester, Fernando, kórus)

## Híres részletek
- Nyitány
- Di piacer mi balza il cor – Ninetta kavatinája
- Vieni fra queste braccia – Giannetto kavatinája
- Il mio piano è preparato – a polgármester kavatinája
- Sì per voi, pupille amate – a polgármester áriája
- Ebben, per mia memoria – Ninetta és Pippo kettőse
- Accusata di furto! – Fernando áriája
- Tremate o popoli! – a bírák kórusa
- Deh, tu reggi in tal memento – Ninetta imája

## Felvételei
- Nem könnyen fellelhető az 1978-as felvétel, amelyen Rosetta Pizzo (Ninetta), Pietro Bottazzo (Giannetto), Alberto Rinaldi (Polgármester), Angelo Romero (Fernando), Nucci Condò (Lucia), Francesco Signor (Fabrizio), Helga Müller Molinari (Pippo)énekel, az Ambrosian Opera Kórusát és a Royal Philharmonic Zenekart vezényli Alberto Zedda.
- A legismertebb (és leghozzáférhetőbb) CD-felvételen, amelyet Katia Ricciarelli, William Matteuzzi, Samuel Ramey és Ferruccio Furlanetto neve fémjelez, Gianluigi Gelmetti vezényli a Torinói Rádiózenekart (Sony).
- A Chandos kiadásában jelent meg az opera másik ismert CD-felvétele David Parry vezényletével, Barry Banks, Jeremy White, Susan Bickley, Prunella Scales, Majella Cullagh előadásában.
- Az Arthaus által kiadott DVD-n Michael Hampe rendezésében Bruno Bartoletti vezényel, a főbb szerepeket Carlos Feller, Nucci Condo, David Kuebler, Ileana Cotrubas, Brent Ellis, Alberto Rinaldi éneklik.
- A pesarói Operafesztivál DVD-n megjelent előadásán (2007) Lü Jia vezényli a Bolzanói és Trentói Haydn Zenekart, a főszerepeket Paolo Bordogna (Fabrizio), Kleopatra Papatheologou (Lucia ), Dmitry Korchak (Giannetto), Mariola Cantarero (Ninetta), Alex Esposito (Fernando), Michele Pertusi (Gottardo, polgármester) játsszák. A modern felfogású előadás komoly vitákat generált a kritikusok között: a fiatal rendező, Damiano Michieletto munkáját díjakkal ismerték el, míg mások felháborítónak találták a rendezői koncepció erőltetését.